# Sławomir Kryjom
Sławomir Kryjom (ur. 25 czerwca 1980 w Lesznie) – manager sportu żużlowego.

## Życiorys
Od 2001 do 2010 roku współpracował z Unią Leszno jako kierownik drużyny, a od sezonu 2007 łączył funkcję dyrektora sportowego klubu oraz kierownika zawodów. W sezonie 2011 pełnił funkcję menedżera drużyny Unibax Toruń. Podczas sezonu 2011 Unibax Toruń w rundzie zasadniczej wygrał 11 spotkań, 1 zremisował i doznał 2 porażek, co przed rundą play off dawało pierwsze miejsce. Torunianie pod wodzą Kryjoma przegrali półfinał play z Unią Leszno. Należy dodać, że pierwszy mecz play off pomiędzy Unią Leszno a Unibaxem zakończył się skandalem, gdyż tor został nieprawidłowo przygotowany. Brak złotego medalu skutkował nie przedłużeniem kontraktu.
Podczas pracy w Lesznie zdobył cztery medale drużynowych mistrzostw Polski: 2 złote (2007, 2010) i 2 srebrne (2002, 2008).
Obecnie właściciel agencji menedżerskiej – Kryjom Sport Management oraz bliski partner One Sport Sp. z o.o. promotora i organizatora Speedway European Championships, czyli nowej formuły indywidualnych mistrzostw Europy na żużlu.
W styczniu 2013 roku oficjalna strona WWW Unibax Toruń poinformowała o podpisaniu jednorocznego kontraktu ze Sławomirem Kryjomem. Był to powrót na stanowisko menadżera zespołu z Torunia po rocznej przerwie. Pod jego kierunkiem klub awansował do finału rozgrywek i wywalczył srebrny medal DMP.
W październiku 2013, po aferze z walkowerem w meczu rewanżowym finału DMP, utracił licencję kierownika zawodów i drużyny na okres 2 lat.
Od kwietnia 2016 jest dyrektorem Miejskiego Ośrodka Sportu i Rekreacji w Lesznie. Jako ekspert pracuje dla Nsport HD, Przeglądu Sportowego oraz SportoweFakty.pl.
W sezonie 2021 jest managerem AC Landshut.